# Dorothea Tanning
Dorothea Tanning (* 25. August 1910 in Galesburg, Illinois; † 31. Januar 2012 in New York City) war eine amerikanische Malerin, Bildhauerin und Schriftstellerin. Darüber hinaus entwarf sie Bühnenausstattungen, Kostüme für Ballett oder Theater und schuf Rauminstallationen. Dorothea Tanning gilt als wichtige Vertreterin des Surrealismus. Seit 1946 mit dem deutschen Künstler Max Ernst (1891–1976) verheiratet, lebte und arbeitete sie an verschiedenen Orten Amerikas und Europas.

## Leben und Werk
Dorothea Tanning wuchs als Tochter schwedischer Einwanderer in Galesburg (Illinois) auf. Früh und mit Leidenschaft besuchte sie die Galesburg Public Library. 16-jährig wurde sie als Assistentin in das Team der Bibliothek aufgenommen. 
In den folgenden Jahren absolvierte sie ein Grundstudium in liberal arts an dem nahe gelegenen Knox College. 1930 wechselte sie nach Chicago und schrieb sich in die Kunstakademie ein. Fünf Jahre später ließ sie sich in New York nieder, suchte den Kontakt zu Künstlerkreisen und hatte im Museum of Modern Art ein augenöffnendes Erlebnis: Kuratiert von Alfred Barr, wurde dort 1936 die Ausstellung Fantastic Art, Dada and Surrealism gezeigt. Dorothea Tanning, die sich in ihrer eintönigen Kindheit gern in die Welten der Schauerromane und Literatur geflüchtet hatte, kam hier umfassend mit dadaistischen und surrealistischen Werken in Berührung und war tief beeindruckt.
Entschlossen, die Künstler dieser Werke zu treffen, reiste sie drei Jahre später nach Paris, musste jedoch feststellen, dass viele von ihnen aufgrund der Kriegsereignisse geflohen waren. Unversehens kehrte sie zurück und versuchte nun im Selbststudium aus den prägenden Erfahrungen der Ausstellung Lehren für ihr eigenes Werk zu ziehen.
Katy Hessel bezeichnet das Selbstporträt Birthday (1942) als ihre surrealistische Geburtsstunde. Es zeigt die barbusige Künstlerin in fantastischer Aufmachung vor einer Flucht geöffneter Türen. Zu ihren Füßen sitzt ein geflügeltes schwarzes Monster. 
Mit diesem Selbstporträt war Dorothea Tanning 1943 in der Galerie Art of This Century von Peggy Guggenheim in einer legendären Gemeinschaftsausstellung vertreten, die für die Frauengeschichte wie eine feministische Kunstgeschichte von großer Bedeutung war. Unter dem Titel Exhibition by 31 Women zeigte die fortschrittliche Galeristin erstmals ausschließlich Malerinnen. Neben Tannings Selbstporträt waren Werke von Frida Kahlo, Louise Nevelson, Meret Oppenheim und anderen zu sehen.
Die Ausstellung wirkte sich auch auf das Privatleben der Künstlerin aus, denn die Begegnung mit Guggenheims Ehemann Max Ernst, der Dorothea Tanning nach einem Atelierbesuch für die Ausstellung vorgeschlagen hatte, führte zur Zerrüttung zwischen Peggy Guggenheim und Max Ernst. 1946 heiratete Dorothea Tanning den vormaligen Partner der Galeristin. Gemeinsam mit Man Ray und der Tänzerin Juliet P. Browner feierten sie eine Doppelhochzeit in Beverly Hills.

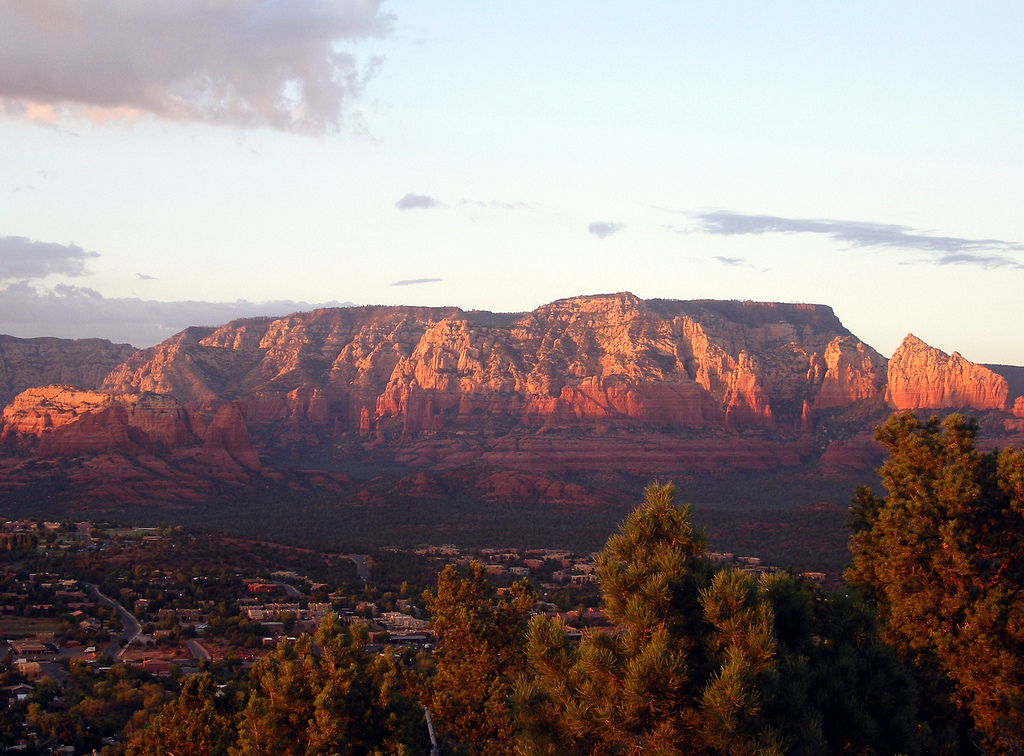
Landschaft von Sedona. Einen ähnlichen Blick hatte Dorothea Tanning mit ihrem Ehemann Max Ernst von ihrem gemeinsamen Haus aus.

Neben anderen Vertretern des Surrealismus, wie beispielsweise Salvador Dalí, nahm das jung vermählte Paar noch im selben Jahr am Bel-Ami-Wettbewerb teil. Tanning reichte das Gemälde Die Versuchung des Heiligen Antonius ein, in dem sie ihren eigenen Kosmos erotischer Metaphern ausbreitete. 
Max Ernst gewann den Wettbewerb. Von dem Preisgeld erwarb das Ehepaar ein Stück Land in den Bergen von Sedona, Arizona und baute ein Haus.1948 entstand dort Ernsts Monumentalskulptur Capricorn.

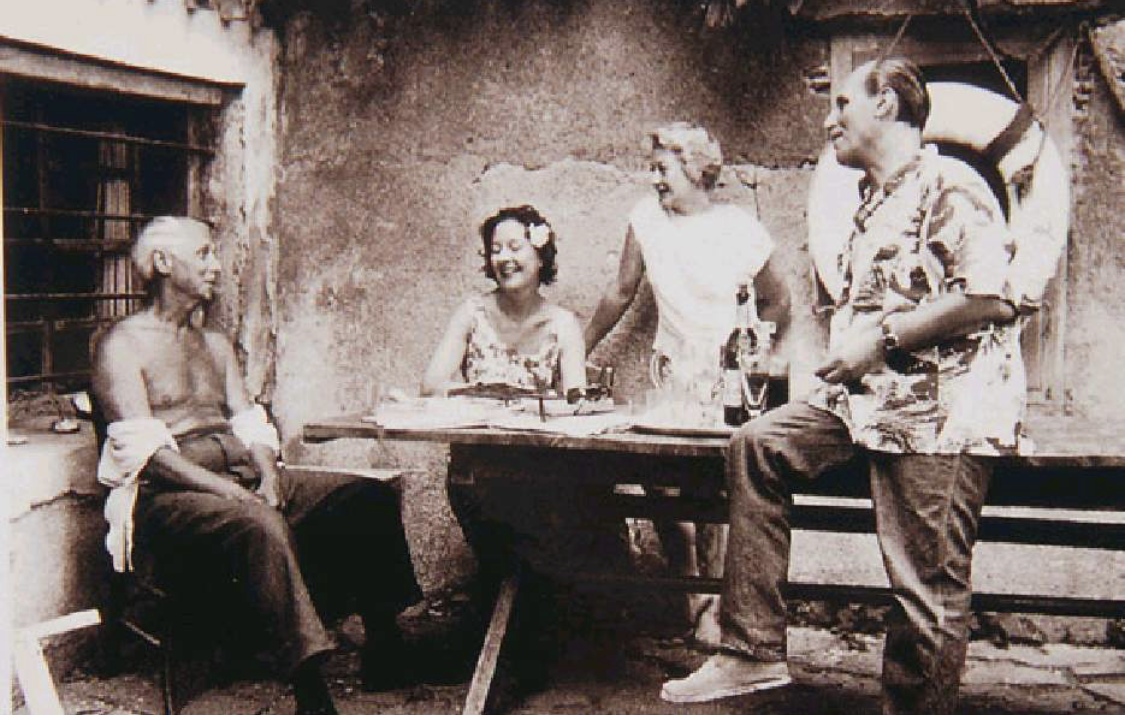
Dorothea Tanning in der Mitte sitzend. Rechts neben ihr: Max Ernst. Zu ihrer Linken: Rolande und Willy Mucha. Collioure, 1960

1953 verließ das Ehepaar seinen Wohnsitz in Sedona und übersiedelte nach Frankreich. Nach einem Aufenthalt in Paris zog das Paar 1955 nach Huismes in ein ländlicheres Umfeld. 
Ein Hauptwerk Tannings aus dieser Periode ist das Gemälde Insomnias (1957). Ohne inhaltlich auf die für Tanning typischen Suggestionspotentiale zu verzichten, reduziert die Künstlerin in diesem Werk die Gegenständlichkeit ihrer Darstellungsweise fast gänzlich zugunsten von Farb- und Formwirkung. 
Von 1963 bis 1975 wohnten Tanning und Ernst in Seillans an der Côte d’Azur, um schließlich wieder in die Metropole Paris zurückzukehren, wo Max Ernst am 1. April 1976 starb.
Der Künstler, der vor seiner Eheschließung mit Dorothea Tanning mehrfach verheiratet war, verehrte seine letzte Frau sehr: Die 36 D-Paintings, die er zu ihren Geburtstagen, wie den gemeinsamen Hochzeitstagen schuf, sind seit 2005 Bestandteil des Max-Ernst-Museums in Brühl. In jedem Werk ist der Buchstabe „D“ enthalten.
Nach dem Tod ihres Mannes entschloss sich Dorothea Tanning, wieder nach New York zu übersiedeln. 1980 ließ sie sich dort endgültig nieder. Ihre letzten Bilder datieren aus dem Jahr 1998. Schriftstellerisch blieb sie jedoch weiterhin tätig. So veröffentlichte sie Gedichte im The New Yorker und verfasste mehrere Bücher. 
Tanning schuf Bühnenausstattungen und Kostüme für Ballettaufführungen. Den ersten Auftrag erhielt sie für George Balanchines Night Shadow (heute La Sonnambula), aufgeführt 1946 vom Ballet Russe de Monte Carlo am alten Metropolitan Opera House. Es folgten The Witch (1950; John Cranko), Bayou (1952; Balanchine) und Will o' the Wis (1953; Ruthanna Boris). Für Jean Giraudoux’ Theaterstück Judith gestaltete sie 1961 die Kostüme; das Bühnenbild stammte von Max Ernst.
In der Mitte der sechziger Jahre entdeckte Tanning ihre alte Singer Nähmaschine wieder und begann Stoff-Skulpturen in Form von Alltagsgegenständen zu nähen, die auf diese Weise einen fetischhaften Charakter gewannen. Bekannt wurde vor allem das Hôtel du Pavot, Chambre 202 (1972–1973). Tanning versuchte mit diesem textilen Environment in Gestalt eines unpersönlichen Hotelzimmers suggestiv die mysteriöse Atmosphäre eines Kinderliedes einzufangen, das von dem Selbstmord einer Gangsterbraut erzählt.

## Rezeption
Dorothea Tanning stand lange Zeit im Schatten ihres Mannes. Bis zu dessen Tode gab es nur wenige Ausstellungen, die Dorothea Tannings Werke zeigten.
- 1944, noch vor der Eheschließung mit Max Ernst, widmete die Julien Levy Gallery, New York, der aufstrebenden Künstlerin eine erste Einzelausstellung.

- 1954 folgte eine zweite Einzelausstellung in der Galerie Furstenburg in Paris (1954).

- 1959 wurde Dorothea Tanning zur documenta II in Kassel geladen.

- 1974 richtete Pontus Hultén eine erste größere Retrospektive der Werke Tannings im Centre National d’Art Contemporain (ab 1977 Centre Pompidou) aus.

- 2010, anlässlich ihres 100. Geburtstages, würdigte das Max-Ernst-Museum (Maison Waldberg) in Seillans ihr Werk mit der Ausstellung Happy Birthday Dorothea Tanning.[12]

- 2018/2019 ehrten das Museo Reina Sofia, Madrid (3. Oktober 2018 – 7. Januar 2019) wie die Tate Modern, (27. Februar – 6. Juni 2019) Dorothea Tanning mit einer umfassenden und viel beachteten Retrospektive. Kuratorin war Alyce Mahon.[13]

## Werke (Auswahl)
- Birthday, 1942, Philadelphia Museum of Art, Philadelphia
- Eine Kleine Nachtmusik, 1943 Tate Gallery, London
- Temptation of St. Anthony, 1946 La Salle University Art Museum, Philadelphia
- Insomnias, 1957 Moderna Museet, Stockholm
- Spätwerke Ausstellung Still in the Studio, Boston University Art Gallery, Boston 1999

## Veröffentlichungen
- Abyss. Standard Editions, New York 1977
- Birthday. Memoirs. Lapis Press, 1986
  - Birthday. Lebenserinnerungen. Aus dem Amerikanischen von Barbara Bortfeldt. Kiepenheuer & Witsch, Köln 1990, ISBN 3-462-02041-2
- Dorothea Tanning. Texte Jean Christophe Bailly, Übers. Richard Howard, Robert C. Morgan. George Braziller, New York 1995
- Between Lives – An Artist and Her World. Autobiography. WW Norton, 2001 books.google.de
- A Table of Content. Poetry. Graywolf Press, New York 2004
- Coming to That: Poems. Graywolf Press, New York 2011

## Film
- Im Jahr 1978 veröffentlichte Peter Schamoni den 15-minütigen Kurzfilm Dorothea Tanning – Insomnia.[14]
- Der Dokumentarfilm Birthday – Die amerikanische Malerin Dorothea Tanning von Horst Mühlenbeck wurde 1996 in den Kinos gezeigt.[15]